# Christopher Hollis
Maurice Christopher Hollis, mais conhecido como Christopher Hollis (Wells, 2 de dezembro de 1902 – 5 de maio de 1977), foi um mestre-escola, professor catedrático, autor e político conservador britânico.

## Biografia
Hollis nasceu em Wells, uma cidade catedral de Somerset, em 1902. Ele faz parte dos quatro filhos de George Arthur Hollis (1868–1944), vice-diretor do Wells Theological College e, mais tarde, no Bishop of Taunton. Ele se formou em Eton e na Balliol College, onde foi presidente da Oxford Union Society e membro do Hypocrites' Club. Ele viajou com os membros de equipe da Union para os Estados Unidos, Nova Zelândia e Austrália. Em Oxford, ele conheceu seu amigo de longa data Douglas Woodruff. Ele era amigo de Ronald Knox e Evelyn Waugh e, em 1924, converteu-se ao catolicismo romano, como Knox já havia feito e como Waugh fez mais tarde.
Por dez anos, a partir de 1925, deu aulas de história no Stonyhurst College. Posteriormente, entre 1935 a 1939, foi convidado a docente na Universidade de Notre Dame, estado de Indiana, onde realizou pesquisas econômicas.
No início da Segunda Guerra Mundial, Hollis voltou para casa e trabalhou durante a guerra como oficial de inteligência da Força Aérea Real.
Imediatamente após a guerra, ele foi eleito membro do Parlamento por Devizes em Wiltshire, e ocupou o cargo até se aposentar em 1955. Enquanto estava na Câmara dos Comuns do Reino Unido, ele mostrou um espírito independente, por exemplo, apoiando a abolição da pena de morte enquanto essa não era a visão geral de seu partido, e era popular em todos os lados. Quando ele deixou o parlamento (para ser sucedido por outro conservador, Percivall Pott), tornou-se um comentarista parlamentar da revista Punch e se aposentou em Mells, perto de Frome, em Somerset, onde passou seu tempo escrevendo livros e trabalhando no jornalismo, além de apoiar o Somerset County Cricket Club, e entre outros interesses locais. Ele também foi membro da editora Hollis and Carter, uma subsidiária da Burns and Oates. Em 1957, ele revisitou, por pouco tempo, a Austrália, em associação com o Congresso para a Liberdade Cultural.
Hollis escreveu livros e artigos sobre uma variedade de assuntos históricos e políticos. Seu último livro, Oxford in the Twenties (1976), é sobre seu amplo círculo de amigos, incluindo Evelyn Waugh, Maurice Bowra, Harold Acton, Leslie Hore-Belisha, e o jogador de críquete RC Robertson-Glasgow.

## Vida pessoal
Em 1929, Hollis casou-se com Madeleine King, filha do Rev. Richard King, Reitor de Cholderton. Sua esposa também é convertida ao Catolicismo Romano, e eles tiveram uma filha e três filhos, incluindo Crispian Hollis, Bispo de Portsmouth.
Ele era irmão de Sir Roger Hollis, que foi Diretor Geral do MI5 por algum momento, e o tio do acadêmico Adrian Hollis.

## Obras publicadas
- The American Heresy (1930)[6]
- The Breakdown of Money
- The Two Nations: A financial study of English history (London: George Routledge & sons, 1935)
- Thomas More
- G. K. Chesterton
- The Achievements of Vatican II (Knowledge and faith)
- Holy places: Jewish, Christian and Muslim monuments in the Holy Land
- The Monstrous Regiment
- A Study of George Orwell (1956)
- The Ayes and the Noes (1957)
- Eton: a History (1960)
- The Homicide Act (1964)
- The Papacy: An Illustrated History from St Peter to Paul VI (1964)
- The Oxford Union (1965)
- Newman and the Modern World (1968)
- The Jesuits: a history (1968)
- The Mind of Chesterton (1969)
- A Study of George Orwell the Man and His Works
- The Church and Economics
- History of Britain in modern times, 1688-1939 (The Ashley histories, 1946)
- Death of a Gentleman
- Glastonbury and England
- Saint Ignatius
- Evelyn Waugh
- Our Case: What we are fighting for - and why
- The Rise and Fall of the Ex-Socialist Government
- Can Parliament Survive?
- The Seven Ages: their exits and their entrances
- Parliament and its Sovereignty (1973)
- Oxford in the Twenties (1976)